# Championnat de Belgique et des Pays-Bas féminin de football 2014-2015
Pour un article plus général, voir Championnat de Belgique et des Pays-Bas de football féminin.
Navigation
Saison précédente
Le BeNe Ligue 2014-2015 est la troisième édition de la compétition. Elle se déroule du 29 août 2014 au 8 mai 2015.

## Format
Troisième édition, troisième formule. Cette fois, treize clubs, sept néerlandais et six belges, se disputeront le titre de champion belgo-néerlandais.
Du côté belge, le Royal Anvers FC Ladies a décidé de redescendre d'un échelon et ne sera pas remplacé.
Le club belge et le club néerlandais les mieux classés se qualifient pour la Ligue des champions féminine de l'UEFA de la saison suivante.

## Équipes engagées

### Belgique
| Club                 | Ville      | Stade                                           | Entraîneur        |
| -------------------- | ---------- | ----------------------------------------------- | ----------------- |
| RSC Anderlecht       | Anderlecht | Centre National Euro 2000, Tubize               | Filip De Winne    |
| Club Bruges KV       | Bruges     | Gemeentelijk Sportstadion Aalter, Aalter        | Dieter Lauwers    |
| AA Gand Ladies       | Gand       | PGB-Stadion, Oostakker                          | Jurgen Vernaillen |
| Lierse SK            | Lierre     | Stade Herman Vanderpoorten, Lierre              | Daniël Simmes     |
| Oud-Heverlee Louvain | Louvain    | Gemeentelijk stadion Oud-Heverlee, Oud-Heverlee | Mario Cassimon    |
| Standard de Liège    | Liège      | Académie Robert Louis-Dreyfus, Angleur          | Patrick Wachel    |

### Pays-Bas
| Club             | Ville      | Stade                               | Entraîneur            |
| ---------------- | ---------- | ----------------------------------- | --------------------- |
| ADO La Haye      | La Haye    | Kyocera Stadion, La Haye            | Marcel Valk           |
| AFC Ajax         | Amsterdam  | Sportcomplex De Toekomst, Amsterdam | Ed Engelkes           |
| SC Heerenveen    | Heerenveen | Sportpark Skoatterwâld, Heerenveen  | Jessica Torny         |
| PEC Zwolle       | Zwolle     | IJsseldelta Stadion, Zwolle         | Sebastiaan Borgardijn |
| PSV/FC Eindhoven | Eindhoven  | Jan Louwers Stadion, Eindhoven      | Nebojsa Vuckovic      |
| SC Telstar VVNH  | Velsen     | TATA Steel Stadion, Velsen          | Gideon Dijks          |
| FC Twente        | Enschede   | De Grolsch Veste, Enschede          | Arjan Veurink         |

## Résultats et classements

### Résultats
| Club                 | ADO | AJA | AND | BRU | GEN | HEE | LIE | OHL | PEC | P/E | STA  | TEL | TWE |
| -------------------- | --- | --- | --- | --- | --- | --- | --- | --- | --- | --- | ---- | --- | --- |
| ADO La Haye          |     | 1-6 | 3-1 | 2-0 | 3-0 | 4-1 | 1-0 | 4-0 | 1-1 | 2-2 | 0-1  | 4-1 | 1-2 |
| AFC Ajax             | 3-1 |     | 1-4 | 1-2 | 5-1 | 1-0 | 3-0 | 3-0 | 3-1 | 2-1 | 0-2  | 1-0 | 0-2 |
| RSC Anderlecht       | 4-1 | 1-1 |     | 2-0 | 0-0 | 1-1 | 0-2 | 2-1 | 4-1 | 3-2 | 0-2  | 1-1 | 0-4 |
| Club Bruges KV       | 2-1 | 0-3 | 1-0 |     | 1-0 | 0-3 | 0-5 | 0-1 | 3-0 | 1-1 | 0-2  | 1-3 | 0-3 |
| AA Gand Ladies       | 1-0 | 0-2 | 1-2 | 2-0 |     | 1-0 | 2-0 | 1-1 | 1-2 | 0-1 | 1-0  | 0-1 | 1-4 |
| SC Heerenveen        | 0-3 | 0-3 | 1-1 | 1-0 | 1-0 |     | 0-4 | 4-0 | 4-1 | 2-3 | 0-2  | 1-4 | 1-2 |
| Lierse SK            | 1-2 | 0-3 | 3-0 | 2-0 | 0-1 | 1-0 |     | 0-0 | 1-1 | 2-1 | 0-2  | 2-1 | 0-3 |
| Oud-Heverlee Louvain | 2-5 | 0-3 | 1-6 | 1-2 | 0-1 | 0-2 | 0-2 |     | 1-0 | 0-2 | 0-10 | 1-3 | 1-6 |
| PEC Zwolle           | 1-9 | 1-6 | 3-2 | 1-0 | 2-3 | 0-3 | 1-3 | 3-2 |     | 1-0 | 0-3  | 1-1 | 1-5 |
| PSV/FC Eindhoven     | 2-0 | 2-2 | 1-0 | 5-0 | 7-0 | 2-0 | 2-1 | 3-0 | 3-1 |     | 1-5  | 1-3 | 1-3 |
| Standard de Liège    | 2-1 | 1-0 | 3-1 | 2-1 | 3-0 | 7-1 | 3-0 | 4-0 | 4-1 | 2-0 |      | 3-0 | 0-2 |
| SC Telstar VVNH      | 1-1 | 0-1 | 0-0 | 5-1 | 5-1 | 1-0 | 0-0 | 2-0 | 3-0 | 3-3 | 0-2  |     | 4-4 |
| FC Twente            | 1-2 | 0-1 | 3-0 | 5-0 | 2-1 | 3-0 | 3-0 | 2-0 | 5-0 | 4-0 | 1-1  | 2-1 |     |

### Classement final
| Rang | Équipe               | Pts | J  | G  | N | P  | Bp | Bc | Diff |
| ---- | -------------------- | --- | -- | -- | - | -- | -- | -- | ---- |
| 1    | Standard de Liège B  | 64  | 24 | 21 | 1 | 2  | 66 | 10 | +56  |
| 2    | FC Twente NL         | 62  | 24 | 20 | 2 | 2  | 71 | 16 | +55  |
| 3    | AFC Ajax             | 53  | 24 | 17 | 2 | 5  | 54 | 20 | +34  |
| 4    | ADO La Haye          | 39  | 24 | 12 | 3 | 9  | 52 | 35 | +17  |
| 5    | PSV/FC Eindhoven     | 37  | 24 | 11 | 4 | 9  | 46 | 37 | +9   |
| 6    | SC Telstar VVNH      | 37  | 24 | 10 | 7 | 71 | 43 | 31 | +12  |
| 7    | Lierse SK            | 33  | 24 | 10 | 3 | 11 | 29 | 29 | 0    |
| 8    | RSC Anderlecht       | 30  | 24 | 8  | 6 | 10 | 35 | 37 | -2   |
| 9    | AA Gand Ladies       | 26  | 24 | 8  | 3 | 14 | 19 | 42 | -23  |
| 10   | SC Heerenveen        | 23  | 24 | 7  | 2 | 15 | 26 | 44 | -18  |
| 11   | Club Bruges KV       | 19  | 24 | 6  | 1 | 17 | 15 | 51 | -36  |
| 12   | PEC Zwolle           | 18  | 24 | 5  | 3 | 16 | 24 | 70 | -46  |
| 13   | Oud-Heverlee Louvain | 8   | 24 | 2  | 2 | 20 | 12 | 70 | -58  |

| Légende | Légende                                              |
| ------- | ---------------------------------------------------- |
|         | Champion de BeNe Ligue 2013-2014                     |
|         | NL : Premier club néerlandais B : Premier club belge |

### Meilleures buteuses
1. Tessa Wullaert (Standard de Liège) : 18
2. Lineth Beerensteyn (ADO La Haye) : 17
3. Renate Jansen (ADO La Haye) : 16
4. Pauline Crammer (RSC Anderlecht), Vanity Lewerissa (Standard de Liège) : 15
5. Ellen Jansen (FC Twente), Anouk Dekker (FC Twente) : 14
6. Jill Roord (FC Twente) : 13
7. Joyce Mijnheer PEC Zwolle: 11
8. Kristel Koopmans (SC Telstar VVNH), Marlous Piëete (AFC Ajax), Danielle van de Donk (PSV/FC Eindhoven) : 10

### Quelques chiffres
- Meilleure attaque : FC Twente 71 buts
- Meilleure défense : Standard de Liège 10 buts
- Moins bonne attaque : Oud-Heverlee Louvain 12 buts
- Moins bonne défense : PEC Zwolle, Oud-Heverlee Louvain 70 buts
- Plus grand nombre de victoires : Standard de Liège 21
- Plus grand nombre de victoires consécutives : Standard de Liège, FC Twente 10
- Plus grand nombre de victoires à domicile : Standard de Liège 11
- Plus grand nombre de victoires à l'extérieur : FC Twente 11
- Plus grand nombre de nuls :  SC Telstar VVNH 7
- Plus grand nombre de défaites : Oud-Heverlee Louvain 20
- Plus grand nombre de buts marqués en un match : Oud-Heverlee Louvain-Standard de Liège 10 (score final: 0-10)